# Nephroma silvae-veteris
Nephroma silvae-veteris är en lavart som beskrevs av Goward & Goffinet. Nephroma silvae-veteris ingår i släktet Nephroma och familjen Nephromataceae.   Inga underarter finns listade i Catalogue of Life.